# Abdurauf Fitrat
Abdurauf Fitrat (Bukharà, 1886-1938) fou el fundador del moviment reformista del Turquestan. Va pertànyer després del 1908 al moviment reformista de Bukharà coneguts com els Jadids que va formar el partit polític dels Joves Bukharians el 1917 després de la revolució russa, del qual fou el cap ideològic. Va formar part del govern de la República Popular de Bukharà com a ministre d'Educació i després d'afers exteriors. Fou apartat del poder el 1924 quan es va crear la República Socialista Soviètica de l'Uzbekistan i va ser mestre a la universitat de Samarcanda fins que fou detingut el 1937; després la seva sort és incerta, però les fonts soviètiques diuen que va morir a Bukharà el 1938 suposadament executat per defensar el nacionalisme uzbek. Fou rehabilitat al final de la dècada de 1980. Va escriure diverses obres.